# كاي ميكي
كاي ميكي (باليابانية: 三鬼 海) (19 أبريل 1993 في كوانا في اليابان - )؛ هو لاعب كرة قدم ياباني سابق كان يلعب كمدافع.

## وصلات خارجية
- كاي ميكي على موقع رابطة كرة القدم اليابانية للمحترفين (اليابانية)
- كاي ميكي على موقع قاعدة بيانات كرة القدم.إي يو (الإنجليزية)
- كاي ميكي على موقع Soccerway.com (الإنجليزية)
- كاي ميكي على موقع عالم كرة القدم.نت (الإنجليزية)